# Michael J. McEttrick

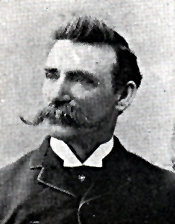
Michael J. McEttrick

Michael Joseph McEttrick (* 22. Juni 1848 in Roxbury, Massachusetts; † 31. Dezember 1921 in Boston, Massachusetts) war ein US-amerikanischer Politiker. Zwischen 1893 und 1895 vertrat er den Bundesstaat Massachusetts im US-Repräsentantenhaus.

## Werdegang
Michael McEttrick besuchte die Washington Grammar School und die Roxbury Latin School. Danach arbeitete er als Journalist. Im Jahr 1884 arbeitete er als Assistant Assessor für die Stadtverwaltung von Boston. Politisch wurde er Mitglied der Demokratischen Partei. Zwischen 1885 und 1891 war er Abgeordneter im Repräsentantenhaus von Massachusetts, wo er die demokratische Fraktion leitete. Im Jahr 1892 saß er im Staatssenat.
Bei den Kongresswahlen des Jahres 1892 wurde McEttrick als unabhängiger Demokrat im zehnten Wahlbezirk von Massachusetts in das US-Repräsentantenhaus in Washington, D.C. gewählt, wo er am 4. März 1893 die Nachfolge von Joseph H. Walker antrat. Da er im Jahr 1894 nicht mehr zur Wiederwahl nominiert wurde, konnte er bis zum 3. März 1895 nur eine Legislaturperiode im Kongress absolvieren. In den Jahren 1906, 1907 und 1913 war er nochmals Abgeordneter im Repräsentantenhaus von Massachusetts; im Jahr 1908 kehrte er nochmals in den Staatssenat zurück. Beruflich arbeitete er damals in Boston in der Immobilienbranche. In dieser Stadt ist Michael McEttrick am 31. Dezember 1921 auch verstorben.